# Пакаэноми, Иероним
Иероним Пакаэноми (индон. Hironimus Pakaenomi, 14 апреля 1967 года, Ноэмути, Восточная Нуса-Тенгара, Индонезия) — католический прелат, третий архиепископ Купанга с 9 марта 2024 года.

## Биография
Родился в 1967 году в селении Ноэмути, епархия Атамбуа. Окончил начальную семинарию в Лалиане. Затем изучал богословие и философию в межепархиальной семинарии в Ритапирете (епархия Маумере). Затем продолжил своё обучение в Высшей школе в Ледалеро. 8 сентября 1997 года рукоположён в священники для служения в епархии Купанга.
С 1997 года — викарий прихода Успения Пресвятой Девы Марии в Купанге. В последующие годы: викарий в приходе Святого Петра в Сулуму (1999—2001), изучение догматического богословия в Папском Урбанианском университете в Риме (2001—2003), викарий прихода Святого Григорий Великого в Олоэте (2003—2004), воспитатель межепархиальной Высшей семинарии Святого Михаила в Купанге (с 2004 года), декан факультета философии религии в Католическом университете Видья-Мандира (2010—2018), президент образовательного фонда Свастисари (2012—2023).
9 марта 2024 года папа римский Франциск назначил архиепископом Купанга. 9 мая 2024 года состоялось его рукоположение в епископы, которое совершил титулярный архиепископ Торцеллы и апостольский нунций в Индонезии Пьеро Пьоппо в сослужении с архиепископом Купанга в отставке Петером Турганом и епископом Атамбуа Домиником Саку.